# Fuensanta de Martos
Fuensanta de Martos ist eine südspanische Gemeinde (municipio) mit 2.990 Einwohnern (Stand: 2024) im Westen der Provinz Jaén in der Autonomen Gemeinschaft Andalusien.
Neben dem Hauptort Fuensanta de Martos gehören die Ortschaften Encinar Primero, Las Veletas, Encinar Tercero, Encinar Segundo, La Castillería, El Reguelo, Las Ventas und Vadohornillo zur Gemeinde.

## Lage
Fuensanta de Martos liegt gut 22 Kilometer (Fahrtstrecke) südwestlich vom Stadtzentrum von Jaén in einer Höhe von ca. 715 m. 

## Bevölkerungsentwicklung
| Jahr      | 1970  | 1980  | 1990  | 2000  | 2010  | 2020  |
| Einwohner | 4.338 | 3.576 | 3.406 | 3.270 | 3.223 | 3.011 |

## Sehenswürdigkeiten
- alter Turm (Torrevieja)
- Turm (Torre del Algarrobo)
- Kirche Unser Lieben Frau (Iglesia de Nuestra Señora)

## Persönlichkeiten
- Emilio Camps Cazorla (1903–1952), Archäologe und Kustos am Archäologischen Nationalmuseum